# Красноярово (Бурятія)
Красноярово (рос. Красноярово) — село Іволгинського району, Бурятії Росії. Входить до складу Сільського поселення Іволгинське.
Населення — 426 осіб (2015 рік).
Засноване 1730 року.